# پلیس (فیلم ۱۹۲۸)
پلیس (انگلیسی: The Cop) یک فیلم به کارگردانی دونالد کریسپ محصول سال ۱۹۲۸ است.

## بازیگران
- ویلیام بوید (هنرپیشه) در نقش پیت اسمیت
- آلن هیل سینیور در نقش ماتر
- جکلین لوگان در نقش مری ماکس
- رابرت آرمسترانگ در نقش اسکارفیس مارکاس
- تام کندی در نقش Sergeant Coughlin
- لوئیس ناتو در نقش لوئی
- Philip Sleeman در نقش Lord Courtney (credited در نقش Phil Sleeman)
- Dan Wolheim